# Rafinesquia
Rafinesquia és un gènere de plantes amb flors de la família Asteràcia.

## Particularitats
El nom del gènere és en honor del Constantine Samuel Rafinesque i va ser Thomas Nuttall qui li va dedicar.
És un gènere originari de l'oest dels Estats Units i de Mèxic.

## Taxonomia
El gènere Rafinesquia només té dues espècies:
- Rafinesquia californica Nutt. (Califòrnia)
- Rafinesquia neomexicana A.Gray (Nou Mèxic)

## Enllaços externs

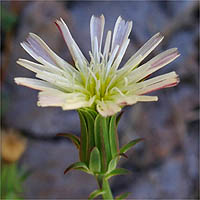
Rafinesquia californica